# Социал-демократическая прогрессивная партия (Коста-Рика)
Социал-демократическая прогрессивная партия (исп. Partido Progreso Social Democrático) — левоцентристская политическая партия в Коста-Рике, основанная экономистом и бывшим министром финансов Родриго Чавесом и журналисткой Пилар Сиснерос Гальо в 2018 году и официально зарегистрированная в январе 2020 года.

## История
Партия была основана известным экономистом Родриго Чавесом, работавшим во Всемирном банке. Около года в 2019 году он был министром финансов, но покинул пост из-за непримиримого конфликта с президентом Карлосом Альварадо Кесада. Его политическая деятельность подвергалась резкой критике со стороны правительства, поскольку он был политическим деятелем, который стал выразителем недовольства правительством Партии гражданского действия.
Его поддержала известная журналистка и политический активист Пилар Сиснерос Гальо, критик коррупции и политических скандалов в различных правительствах на протяжении многих лет, когда она работала на Channel 7 и La Nación, которая в конечном итоге была выдвинута этой партией в качестве депутата в Сан-Хосе. Также у истоков партии была Лус Мари Альписар Лоайса, ранее состоявшая в правой Партии нового поколения.

## Идеология
Социал-демократическая прогрессивная партия выступает за снижение налогов, но за сохранение устойчивой социальной политики, помогая компаниям и предоставляя льготы фермерам. Она выступает против монополий, которые способствуют повышению цен на основные продукты питания, такие как рис; против ненужной бумажной волокиты и бюрократии в учреждениях; за сокращение государственных расходов за счёт закрытия ненужных учреждений.
В социальной и экологической сфере Чавес утверждал, что его правительство будет добиваться лучших планов по безработице с более конкурентоспособным туризмом. Он не против легализации марихуаны, поскольку она приносит экономические и социальные выгоды, но сохраняет неблагоприятное восприятие декриминализации абортов.